# Grande Geração do Rock
Grande Geração do Rock  é uma compilação que reúne seis bandas portuguesas de rock. Com produção de Branco de Oliveira, o disco foi lançado em outubro de 1997 pela editora independente Metro-Som, sediada em Lisboa, que foi uma das primeiras a investir no rock cantado em português.
Participam na compilação algumas das melhores bandas nacionais do período de 1976 a 1984 – Jafumega, Ananga-Ranga, UHF, Ferro & Fogo, Xeque-Mate e Aqui d’el-Rock – de estilos musicais diferenciados dentro da variante do rock e com temas conhecidos que entraram na memória pública. Contém o inédito "A Música Vai Estoirar" dos Xeque-Mate. Dessas bandas apenas os UHF conseguiram manter uma carreira regular e ininterrupta.
A compilação revela bastante interesse para a compreensão da história da música rock em Portugal.

## Antecedentes e estilo musical
Dispondo de um vasto catálogo constituído por algumas bandas que estiveram na origem dos vários estilos do rock cantado em português, a editora Metro-Som resolveu elaborar uma compilação que enaltecesse essas referências musicais. Formados em 1977, os Aqui d’el-Rock, provenientes da classe operária do Bairro do Relógio em Lisboa, importaram a cultura punk que despontava em Inglaterra e Estados Unidos, provocando alguma agitação na apática sociedade portuguesa do pós “25 de Abril”. Temas fortes com letras corrosivas, som agressivo, poderoso, e alguma experiência de palco – a par das novidades que se faziam na música – trouxeram algum furor à banda. Lançaram o primeiro single de punk rock nacional intitulado "Há que Violentar o Sistema" (1978), e conseguiram forçar a Rádio e Televisão de Portugal (RTP) a gravar o primeiro teledisco de rock de uma banda portuguesa. No entanto, para prejuízo da banda, o vídeo foi alvo de inépcia censura que se estendeu também à rádio e imprensa. Devido à incómoda postura social, os Aqui d’el-Rock foram vítimas de perseguição aplicada com as mais esfarrapadas justificações. Conseguiram ainda editar o single "Eu não Sei" (1979).

Sob influência do punk rock da época, os UHF formaram-se em Almada em 1978 e encontraram na Metro-Som a oportunidade de gravarem inéditos em português, uma vez que as grandes editoras ainda estavam fechadas ao rock nacional. São os herdeiros dos Aqui d’el-Rock e foram pioneiros em abordar temas reais da vida das pessoas, a falar de nós, os primeiros a saciar uma imensa sede de rock na nova realidade social e política do pós “25 de Abril”. Foram também a primeira banda portuguesa de rock a encetar uma digressão nacional completa, pecorrendo o país de norte a sul, na divulgação do disco Jorge Morreu (1979). É notório nesse disco uma clara evolução para o pós punk, abrindo novos caminhos editoriais ao rock nacional, o que protagonizou o primeiro impulso para a criação do movimento de renovação musical denominado 'rock português', culminando no boom – explosão maciça que iria varrer os primeiros anos da década de oitenta. Depois dos Sheiks e dos primeiros trabalhos do Quarteto 1111, nos anos sessenta, Portugal voltava a abrir os braços ao rock promovendo-o a linguagem favorita dos seus adolescentes e adultos, indiferentemente do estrato social ou tendência política. António Manuel Ribeiro, principal mentor da renovação do rock, é o único membro fundador residente da banda mais antiga em atividade e a mais regular do rock em Portuigal.

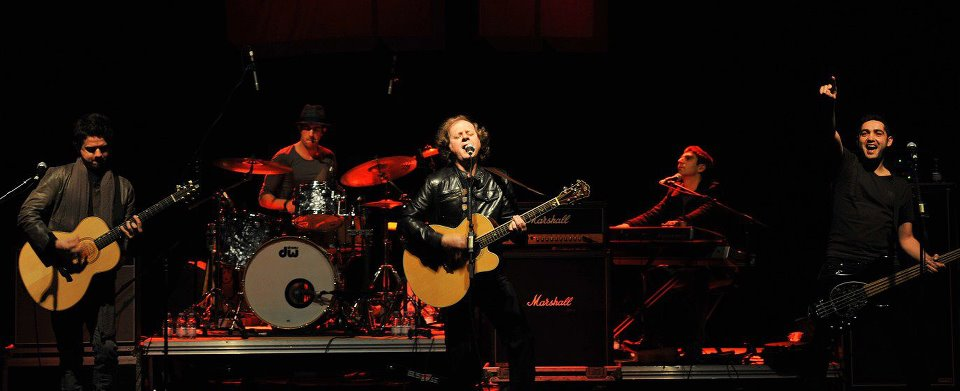
UHF, a banda mais regular do rock português, em concerto em 2012.

A sonoridade jazz rock qualifica as bandas Ananga-Ranga e Jafumega. Os primeiros, formados em 1976 em Lisboa, foram os representantes máximos desse estilo musical em Portugal. Iniciaram a carreira fazendo covers dos Genesis, Pink Floyd e Camel e, em 1979, apostaram nas composições de autor lançando os singles "Disco Sound" e "Fascínio", com letras em português, seguindo-se a edição do álbum instrumental Regresso às Origens (1979), trabalho em que conseguiram consolidar a improvisação do jazz na vertente do rock. Ainda lançaram o álbum Privado (1980) passando a introduzir também a língua inglesa nas canções. Terminaram a carreira em 1981 e estiveram sempre ligados à Metro-Som. Oriundos do Porto, os Jafumega foram constituídos em 1980 pelos irmãos Barreiros e trabalhavam o jazz rock de uma forma mais consistente. O álbum de estreia Estamos Aí (1980) foi totalmente cantado em inglês, mas foi no boom do rock que atingiram sucesso comercial com a edição do single "Dá-me Lume" (1981) que continha o mega êxito "Ribeira" no lado B, cantado em português. Deixaram a Metro-Som e deram o salto para a multinacional Polygram, passando a compor em português. Editaram em 1982 o álbum homónimo que foi muito bem recebido tanto pela crítica como pelo público.
As bandas Ferro & Fogo e Xeque-Mate representavam os estilos hard rock e heavy metal, respetivamente. Os primeiros, formados em Odivelas em 1978, iniciaram a carreira fazendo covers de bandas como os Iron Maiden e Whitesnake, para depois experimentarem as composições de autor com os singles "Super Homem" (1981), "Santa Apolónia" (1982) e "Oxalá" (1984). Lançaram ainda o álbum Vidas (1982). A partir de 1984, no pós boom do rock, os Ferro & Fogo deixaram de editar inéditos e regressaram ao circuito de covers. Os Xeque-Mate foram constituídos na Maia em 1979 e são referenciados como fundadores do heavy metal português. Atingiram grande sucesso no mítico programa de rádio Rock Em Stock, com a canção "Vampiro da Uva" (1981), lado A do single "Xeque-Mate". A banda regressaria ao estúdio para gravar o álbum Em Nome do Pai, do Filho e do Rock'n'Roll produzido por Álvaro Azevedo – baterista dos Arte & Ofício e Trabalhadores do Comércio – que só veria a luz do dia em 1985, com selo da editora Horizonte. Após um longo interregno voltaram a reunir-se  e lançaram o terceiro trabalho intitulado Æternum Testamentum (2016), mantendo a sonoridade pesada como identidade.

## Letras e temas
O cenário social e político trabalhado com temas de intervenção social são aspetos importantes do conteúdo lírico das composições.
O tema "Jorge Morreu", dos UHF, é a primeira abordagem às drogas duras do rock português, dos negócios envolventes, e da consequente morte prematura. A letra é dedicada a um amigo da banda que faleceu em circunstâncias trágicas e nunca esclarecidas, depois se ter envolvido na toxicodependência. Uma história real, apenas foi alterado o nome da personagem. "A droga dura era uma evidência social para a qual ninguém estava a olhar na altura", refere o vocalista. "Aquela Maria" é a segunda canção recolhida aos UHF. Trata-se de uma balada rock que aborda uma outra realidade escondida em Portugal – o prejulgamento social sobre a prostituição sexual. As canções "Há que Violentar o Sistema" e "Eu não Sei", dos Aqui d’el-Rock, importaram para Portugal, em 1978, a recém criada música de rua, direta, espontânea e barata, que utilizava apenas duas guitarras, uma bateria e um microfone. Os temas refletiam a condição social dos membros da banda. Provenientes de baixas classes sociais, e bairros problemáticos, os quatro elementos recorreriam a uma linguagem musical mais contestatária, em especial através das letras, defendendo a violência física declarada. A cultura punk revelou-se uma bofetada política, que procurava arrastar os rebeldes e descontentes na luta contra todos os sistemas sociais que, no final dos anos setenta, asfixiavam a qualidade de vida nas grandes cidades.
"Vai de Roda, Vem de Rock", lado B do single "Super Homem" (1981) dos Ferro & Fogo, tornou-se um tema esquecido devido à notoriedade do lado A. O bom arranjo instrumental permitiu ofuscar a letra pouco elaboradoa. A canção começa com o som de uma harmónica, arranca num blues cheio de andamento para depois seguir ao ritmo do baixo elétrico. Pelo meio, permanece o som da guitarra bem arregaçado. O tema "Vampiro da Uva", dos Xeque-Mate, é uma metáfora sobre o excessivo consumo de álcool na sociedade portuguesa e dos seus lamentáveis efeitos. O som pesado com letras em português foram uma inovação na época, alcançando enorme sucesso na rádio. A faixa "A Música Vai Estoirar" é um inédito dos Xeque-Mate que ficou guardado das sessões nos estúdios Arnaldo Trindade, e libertado para esta compilação. O tema "Rocalhão", do primeiro álbum dos Ananga-Ranga, é um instrumental tocado de uma forma vibrante com realce para o toque folk do violino do convidado Carlos Zíngaro. A nova sonoridade da banda fora revelada no tema "Kiss You in The Highway", promovido num concurso do programa Rock Em Stock da Rádio Comercial, em 1981, e que consistia em adivinhar qual a banda autora de uma canção antes de ser editada em disco. No entanto, poucos concorrentes conseguiram associar o novo álbum, Privado (1980), com a canção em concurso.
Grande Geração do Rock relembra breves episódios ocorridos durante as gravações, como é o caso da pré edição do single "Dá-me Lume", que levou a um desentendimento entre os Jafumega – que apostavam e quiseram que o tema "Dá-me Lume" ficasse no lado A – e o produtor e proprietário da editora, Branco de Oliveira, que preferia "Ribeira" como tema principal do disco. Branco de Oliveira não se conformando com a decisão da banda, alertou os profissionais da rádio, televisão e de toda a imprensa que o lado B do single era um tema de sucesso, tanto na música como na inspirada letra. A confirmação viria pouco depois com as vendas do disco a incidirem no tema "Ribeira" e a consequente permanência nos primeiros lugares do top nacional durante várias semanas.

## Lista de faixas
O disco compacto é composto por doze faixas em versão padrão. O tema "A Música Vai Estoirar", dos Xeque-Mate, é o inédito da compilação.
| CD             |                                   |                                       |                |         |  |
| N.º            | Título                            | Compositor(es)                        | Banda          | Duração |  |
| 1.             | "Dá-me Lume"                      | Carlos Tê / Mário Barreiros           | Jafumega       | 4:36    |  |
| 2.             | "There You Are"                   | Luís Portugal / Álvaro Marques        | Jafumega       | 3:08    |  |
| 3.             | "Rocalhão"                        | Manuel Barreto                        | Ananga-Ranga   | 3:24    |  |
| 4.             | "Kiss You In The Highway"         | Luis Firmino / Manuel Barreto         | Ananga-Ranga   | 4:54    |  |
| 5.             | "Jorge Morreu"                    | António Manuel Ribeiro                | UHF            | 4:13    |  |
| 6.             | "Aquela Maria"                    | António Manuel Ribeiro                | UHF            | 5:03    |  |
| 7.             | "Vai de Roda, Vem de Rock"        | Alfredo Azinheira                     | Ferro & Fogo   | 3:29    |  |
| 8.             | "Santa Apolónia"                  | João Carlos / J. A. Pires             | Ferro & Fogo   | 3:40    |  |
| 9.             | "Vampiro da Uva"                  | Francisco Soares / António Soares     | Xeque-Mate     | 3:06    |  |
| 10.            | "A Música Vai Estoirar" (inédito) | Francisco Soares / António Soares     | Xeque-Mate     | 4:13    |  |
| 11.            | "Há que Violentar o Sistema"      | Zé Serra / Alfredo Pereira / Fernando | Aqui d’el-Rock | 4:18    |  |
| 12.            | "Eu não Sei"                      | Óscar Martins                         | Aqui d’el-Rock | 3:56    |  |
| Duração total: | Duração total:                    | Duração total:                        | Duração total: | 46:00   |  |

## Créditos
Lista-se abaixo os músicos envolvidos na elaboração da Grande Geração do Rock, de acordo com os encartes dos discos.
| Jafumega - Álvaro Marques – bateria | Ananga-Ranga - Necas – bateria | UHF - Américo Manuel – bateria |

| Ferro & Fogo - Carlos – bateria | Xeque-Mate - Joaquim Fernandes – bateria | Aqui d’el-Rock - Zé Serra – bateria |